# Frontera entre Bahamas y Cuba
La frontera entre Bahamas y Cuba es un límite internacional marítimo que discurre en el mar Caribe en el Atlántico norte. Está definido por los acuerdos de 1982 y 2011 entre ambos países insulares.

## Descripción

### Acuerdo de Límite Marítimo Bahama-Cuba de 1982
El acuerdo fue firmado en Jamaica y aprobado por la Convención de las Naciones Unidas sobre el Derecho del Mar una década después de que Bahamas lograra su independencia del Reino Unido.

### Acuerdo de Límite Marítimo Bahamas-Cuba de 2011
El acuerdo fue firmado en Nasáu el 3 de octubre de 2011 por el ministro de Relaciones Exteriores de Bahamas, Brent Symonette, y el embajador de Cuba, José Luis Ponce. Según Symonette «esta línea aparentemente simple es el resultado de muchos años de diálogo, compromiso y perseverancia».
Para la delimitación los gobiernos de ambos países utilizaron el software CARIS LOTS; Bahamas lo había adquirido en 2005 y Cuba en 2008.